# 第31回カンヌ国際映画祭
第31回カンヌ国際映画祭（だい31かいカンヌこくさいえいがさい）は1978年5月17日から29日にかけて開催された。

## 受賞結果
- パルム・ドール：『木靴の樹』（エルマンノ・オルミ）
- 審査員特別グランプリ：『ザ・シャウト/さまよえる幻響』（イエジー・スコリモフスキー）、『バイバイ・モンキー/コーネリアスの夢』（マルコ・フェレーリ）
- 監督賞：大島渚（『愛の亡霊』）
- 男優賞：ジョン・ヴォイト（『帰郷』）
- 女優賞：ジル・クレイバーグ（『結婚しない女』）、イザベル・ユペール（『ヴィオレット・ノジエール』）
- カメラ・ドール：ロバート・M・ヤング（『Alambrista!』）

## 審査員

### コンペティション部門
- 審査委員長 
  - アラン・J・パクラ （アメリカ/監督）
- 審査員
  - アンドレイ・コンチャロフスキー (ソ連/監督)
  - クロード・ゴレッタ (スイス/監督)
  - フランコ・ブルサーティ (イタリア/監督・脚本家)
  - リヴ・ウルマン (ノルウェー/女優)
  - ジョルジュ・ヴァケヴィッチ (フランス/セットデザイナー)
  - ハリー・サルツマン (アメリカ/プロデューサー)
  - フランソワ・シャレエ (フランス/批評家)
  - ミシェル・シメント (フランス/批評家)

## 上映作品

### コンペティション部門
アルファベット順。邦題がない場合は原題の下に英題。
| 題名 原題                                                 | 監督                                 | 製作国                     |
| --------------------------------------------------------- | ------------------------------------ | -------------------------- |
| 愛の亡霊                                                  | 大島渚                               | 日本 フランス              |
| 結婚しない女 An Unmarried Woman                           | ポール・マザースキー                 | アメリカ合衆国             |
| Bravo maestro                                             | ライコ・グゥルリッチ                 | ユーゴスラビア             |
| バイバイ・モンキー/コーネリアスの夢 Ciao maschio          | マルコ・フェレーリ                   | イタリア フランス          |
| 帰郷 Coming Home                                          | ハル・アシュビー                     | アメリカ合衆国             |
| デスペア 光明への旅 Despair - Eine Reise Ins Licht        | ライナー・ヴェルナー・ファスビンダー | 西ドイツ フランス          |
| 左利きの女 Die linkshändige Frau                          | ペーター・ハントケ                   | 西ドイツ                   |
| 青春のくずや〜おはらい Ecce bombo                         | ナンニ・モレッティ                   | イタリア                   |
| Egy erkölcsös éjszaka (A Very Moral Night)                | カーロイ・マック                     | ハンガリー                 |
| El Recurso del método (The Recourse to the Method)        | ミゲル・リッティン                   | メキシコ キューバ フランス |
| 女の叫び Kravgi gynaikon                                  | ジュールズ・ダッシン                 | ギリシャ スイス            |
| 木靴の樹 L'albero degli zoccoli                           | エルマンノ・オルミ                   | イタリア                   |
| Los Ojos vendados (Blindfolded Eyes)                      | カルロス・サウラ                     | スペイン フランス          |
| Los Restos del naufragio (The Remains from the Shipwreck) | リカルド・フランコ                   | スペイン メキシコ          |
| ミッドナイト・エクスプレス Midnight Express               | アラン・パーカー                     | アメリカ合衆国             |
| モリエール Molière                                        | アルアーヌ・ムヌーシュキン           | イタリア フランス          |
| 狩場の悲劇 Мой ласковый и нежный зверь                    | エミーリ・ロチャヌー                 | ソビエト連邦               |
| プリティ・ベビー Pretty Baby                              | ルイ・マル                           | アメリカ合衆国             |
| Spirala (Spiral)                                          | クシシュトフ・ザヌーシ               | ポーランド                 |
| The Chant of Jimmie Blacksmith                            | フレッド・スケピシ                   | オーストラリア             |
| ザ・シャウト/さまよえる幻響 The Shout                     | イエジー・スコリモフスキー           | イギリス                   |
| ヴィオレット・ノジエール Violette Nozière                 | クロード・シャブロル                 | フランス カナダ            |
| ドッグ・ソルジャー Who'll Stop the Rain                   | カレル・ライス                       | アメリカ合衆国             |

### ある視点部門
| 題名 原題                                                     | 監督                                  | 製作国            |
| ------------------------------------------------------------- | ------------------------------------- | ----------------- |
| Aika Hyvä Ihmiseksi (People Not as Bad as They Seem)          | ラウニ・モルベルイ                    | フィンランド      |
| Alyam, Alyam                                                  | Ahmed El Maanouni                     | モロッコ          |
| Coronel Delmiro Gouveia                                       | ヘラルド・サルノ                      | ブラジル          |
| 大理石の男 Człowiek z marmuru                                 | アンジェイ・ワイダ                    | ポーランド        |
| Degas in New Orleans                                          | ゲイリー・ゴールドマン                | アメリカ合衆国    |
| Die Rückkehr des alten Herrn                                  | ヴォイチェフ・ヤスニー                | オーストリア      |
| Grand Hotel et Des Palmes                                     | メメ・ペルリーニ                      | イタリア          |
| ヒトラー、あるいはドイツ映画 Hitler, ein Film aus Deutschland | ハンス＝ユルゲン・ジーバーベルク      | 西ドイツ          |
| ココ、言葉を話すゴリラ Koko, le gorille qui parle             | バーベット・シュローダー              | フランス          |
| Le Dossier 51                                                 | ミシェル・ドヴィル                    | フランス 西ドイツ |
| Naapet                                                        | ヘンリク・マリャン                    | ソビエト連邦      |
| Ocaña, retrat intermitent (Ocana, an Intermittent Portrait)   | ヴェントゥラ・ポンス                  | スペイン          |
| The New Klan : Heritage of Hate                               | エリノア・ビンガム レスリー・シャッツ | アメリカ合衆国    |
| 森のバルコニー Un Balcon en Forêt                             | ミシェル・ミトラニ                    | フランス          |

### 特別招待作品
| 題名 原題                     | 監督                   | 製作国                           |
| ----------------------------- | ---------------------- | -------------------------------- |
| 悲愁 Fedora                   | ビリー・ワイルダー     | アメリカ合衆国 フランス 西ドイツ |
| ラスト・ワルツ The Last Waltz | マーティン・スコセッシ | アメリカ合衆国                   |